# Lena Olsson (textilkonstnär)
Lena Olsson, född 10 februari 1945 i Norrköping, är en svensk textilkonstnär
Olsson studerade vid Konstfack 1968–1973, vid Textilinstitutet i Borås och vid Camberwell i London. Hon öppnade egen verkstad 1972 och blev lärare i bild och mönsterkompositionsteori vid Konstfack 1986. Hon var redaktör för KRO-Konstnären 1979–1986. Hon höll separatutställningar i Stockholm 1974, 1977, 1980, 1984 och 1986 samt Norrköping, Linköping och Kalmar 1973, 1976, 1978, 1981, 1983 och 1985. 
Olsson har medverkat i samlingsutställningar i bland annat Göteborg, Stockholm, Malmö, Norrköping, Sandviken, Örnsköldsvik, Umeå, Skövde, Washington, Reykjavik, Kristianstad, Havanna, Milano, Aten, Helsingfors, Bratislava, Harare, Maputo, New York och Köpenhamn.  Hon är representerad bland annat på Nationalmuseum, Norrköpings konstmuseum, Röhsska museet i Göteborg, Statens konstråd samt kommuner och landsting. 
Av hennes offentliga utsmyckningar kan nämnas tryckta och sprutade längder för Statens kulturråd och Regeringskansliet, tryckt applikation för Historiska museet, ridå i Viksjö i Järfälla kommun, vävar för Linköpings Ryds församling, applikationer och tredimensionella textilier för servicehus och Vrinnevisjukhuset i Norrköping och Sundsvalls sjukhus samt lapptäcken för Våra gårdar och scenografi för Jönköpings länsteater.